# The Webb Sisters
The Webb Sisters är en brittisk sångduo, som består av systrarna Charley Webb och Hattie Webb. Hattie Webb spelar dessutom harpa och mandolin. Charley Webb spelar gitarr, klarinett och piano. 
De kommer från Kent i södra England och började tidigt att uppträda i olika sammanhang. De gav ut sin första skiva, Piece of Mind som spelades in i Nashville, år 2000. Därefter har de spelat in flera EP- och singelskivor och album, bland dem Savages år 2011, som producerades av Peter Asher.
År 2008 inledde The Webb Sisters ett samarbete med den kanadensiska sångaren Leonard Cohen. De har medverkat på hans turnéer som sångerskor tillsammans med Sharon Robinson. De medverkar bland annat på konsertinspelningarna Leonard Cohen Live in London från juli 2008 och Leonard Cohen Live in Dublin från 2014.

## Diskografi
Album
- Piece of Mind (2000)
- Daylight Crossing (2006)
- Savages (2011)

EPs
- comes in twos (2008)
- The Other Side (2009)
- Always on My Mind (2012)
- When Will You Come Home? (2013)

Singlar
- "I Still Hear It" (2006)
- "Still the Only One" (2006)